# جواد طباطبائي
جواد طباطبائي (14 ديسمبر 1945 - 28 فبراير 2023)، باحث إيراني في علوم الفلسفة والتاريخ والسياسة. كان عضواً سابقاً لهيئة التدريس في كلية الحقوق والعلوم السياسية بجامعة طهران ومساعد قسم البحوث والدراسات فيها. ترأس فيما بعد فرع الفلسفة في مركز الموسوعة الإسلامية الكبرى.

## حياته
ولد عام 1945 في مدينة تبريز فدرس فيها مقدمات العلوم ثم غادرها إلى جامعة طهران لإكمال دراسته في فرع الحقوق. وبعد أن نال شهادة البكلوريوس من كلية الحقوق والعلوم السياسية في جامعة طهران اتجه إلى فرنسا وواصل دراسته في جامعة باريس 1 - بانتيون سوربون فتخرج منها في فرع الفلسفة السياسية بعد حصوله على دبلوم الدراسات العليا D.E.S عاد إلى إيران عام 1984 للميلاد بعد أن تقدم باطروحة تحت عنوان نشأة الفكر السياسي لدى هيغل الشاب التي نال بها شهادة الدكتوراه الحكومية بدرجة جيد جداً في فرع الفلسفة السياسية ولدى عودته دخل في سلك أعضاء هيئة التدريس وعمل مساعداً لقسم البحوث والدراسات في كلية الحقوق والعلوم السياسية بجامعة طهران وفي الوقت نفسه تولى منصب رئيس التحرير في إصدارات الكلية تلك الا انه ولاسباب ما، نحّي عن العمل وطرد من الجامعة. رغم ذلك استمر في نشاطه البحثي في معاهد أخرى وقام بإعداد دراسة عن تاريخ الفكر في إيران بعد توفير الأرضية المناسبة في مراكز الابحاث الفرنسية والألمانية والأمريكية. نجح عام 1997 للميلاد في نيل وسام السعفة الأكاديمية من فرنسا وميدالية البحوث الفضية في علم السياسة من جامعة كامبريدج، وانتُخب لاحقًا عضوًا في المجلس العلمي للموسوعة الإسلامية الكبرى.

## الحضور المتزامن في حلقات درس لوي ألتوسير والقساوسة اليسوعيون
حضر أيام اقامته في فرنسا في حلقات درس لوي ألتوسير الفلسفي الماركسي كما تردد على مجالس فريق من القساوسة اليسوعيون ممن كانوا على مستوى رفيع من القضايا الفلسفية فضلاً عن انه كانت له علاقات مع بعض مفسري افكار هيغل المشهورین. ففي تلك الحلقات قام بترجمة مذكرات وحواش علقها لينين على كتب هيغل ونشرها تحت عنوان مذكرات عن الجدلية. كما قام بترجمة مقالات لآلتوسر التي نشرها تحت عنوان «لينين والفلسفة» وبعض المقالات الأخری.